# Эгосёрфинг
Эгосёрфинг (от  др.-греч. Εγώ — я, себя и англ. surfing — сёрфинг, скольжение по волнам) — поиск своей фамилии, ника, адреса электронной почты и прочих личных данных в Интернете, как правило, через поисковые системы (Яндекс, Google и т. п.). Также может означать подобный поиск без использования Интернета, например, просматривание баз данных, печатных изданий и т. д. с той же целью.

## Термин
Автором термина считается программист и автор нескольких книг об Интернете и видеоиграх Шон Кэртон.
В англоязычных странах также используются синонимы этого термина: Googling yourself (гуглить себя), vanity search (тщеславный поиск), ego searching (поиск себя), egogoogling, autogoogling, self-googling.

## Цели
Как правило, обычный эгосёрфер не ставит перед собой каких-либо конкретных целей и задач. Осуществляя подобный само-поиск, ему лишь интересно, встречается ли его фамилия/ник/адрес электронной почты в Интернете, если да, то насколько много существует таких страниц, и в каком контексте употреблено его имя на странице.
Впрочем, известная личность может искать упоминания о себе в целях оценки своей популярности, поиска клеветы и лжи и т. д. То же самое касается различных организаций, корпораций и прочих юридических лиц.

### Русскоязычные
- Статья "Пользователи ищут себя в Интернете" на сайте infosecurity.ee; Дмитрий Кузнецов, 17-12-2007
- Статья "Пользователи интернета все чаще ищут в сети информацию о самих себе" (Исследования в США) на сайте rokf.ru от 18-12-2007
- Статья "В Рунете секут всех и вся" (Об отслеживании упоминания заказчика в Интернете специализированной организацией) на сайте telnews.ru; Фёдор Смирнов, 15-01-2007
- Эссе Евгения Горного "Амфиблестрологические Фрагменты", глава 3.

### Англоязычные
- Эгосёрфинг на сайте egosurf.org
- Эгосёрфинг на сайте en.scientificcommons.org
- Статья об эгосёрфинге на сайте ojr.org; Патрик Дент, 14-09-2000
- Статья об эгосёрфинге на сайте buffalo.edu от 29-03-2004
- Подробное руководство по эгосёрфингу и поиску других людей в Интернете, с иллюстрациями и комментариями, на сайте knol.google.com; Эндрю Чернек, 10-12-2008